# Rainer Rahn

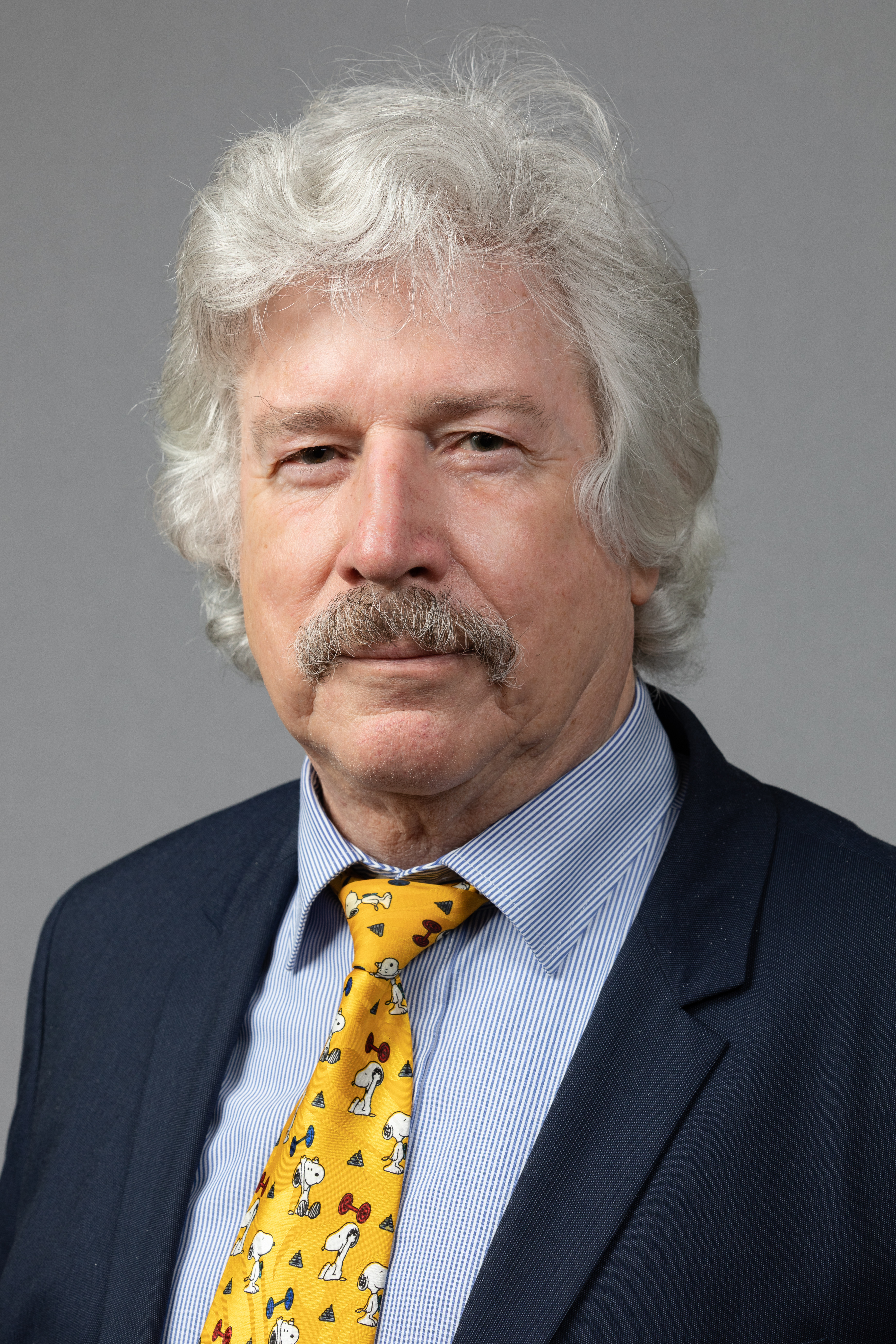
Rainer Rahn, 2019

Rainer Rahn (* 26. Januar 1952 in Karlsruhe) ist ein deutscher Politiker (Bündnis Deutschland, zuvor AfD). Er war von 2019 bis 2024 Mitglied des Hessischen Landtags.

## Leben
Rahn studierte Rechtswissenschaft, Humanmedizin und Zahnmedizin an der Johann Wolfgang Goethe-Universität in Frankfurt am Main, an der er in beiden medizinischen Fächern promoviert wurde und sich für das Fach Zahnmedizin habilitierte. Als Zahnarzt war er in der Poliklinik für Zahnärztliche Chirurgie des Carolinums des Universitätsklinikums Frankfurt tätig und verfasste mehrere Sachbücher.
Seit 2006 ist er Mitglied der Frankfurter Stadtverordnetenversammlung. Von 2006 bis 2011 war er Vorsitzender der Fraktion der Flughafenausbaugegner Frankfurt (FAG), von Juni 2011 bis September 2012 Mitglied der Fraktion der Freien Demokratischen Partei (FDP). Im Herbst 2012 gründete Rahn mit zwei anderen Stadtverordneten die Römer-Fraktion, deren Vorsitzender er wurde. Von Dezember 2015 bis April 2016 war er fraktionsloses Mitglied der Stadtverordnetenversammlung.
Im April 2018 wurde Rahn auf dem Landesparteitag der Alternative für Deutschland (AfD) in Neu-Isenburg auf Platz eins der Landesliste für die Landtagswahl am 28. Oktober 2018 in Hessen gewählt. Nach der erfolgreichen Wahl zog er im Januar 2019 in den 20. Hessischen Landtag ein.
Rahn sorgte für Aufsehen und Empörung, als er nach dem rechtsterroristischen Anschlag in Hanau 2020 behauptete, dass der Betrieb von Shisha-Bars ein „erhebliches Störpotential“ habe und derartige Störungen „irgendwie auch zu so einer Tat beitragen“ würden. Politiker anderer Parteien kritisierten Rahn daraufhin und warfen ihm geistige Brandstiftung und eine Täter-Opfer-Umkehr vor. Auch seine eigene Partei distanzierte sich von Rahn.
Rahn schrieb im Mai 2020 an seine Fraktionskollegen in einem Brief, ein Mitarbeiter der AfD-Landtagsfraktion habe ihm eine Liste mit Verfehlungen zugeschickt, die er (Rahn) als Fraktionsmitglied begangen habe. Rahn schrieb, er fühle sich „an die DDR oder an Nordkorea“ erinnert. Im Dezember 2022 trat er gemeinsam mit seinem Abgeordnetenkollegen Walter Wissenbach aus der AfD aus. Bei der Landtagswahl 2023 erhielt er kein Mandat mehr und schied im Januar 2024 aus dem Landtag aus.
Seit Januar 2023 ist Rahn Mitglied von Bündnis Deutschland und leitet dort den Bundesfachausschuss Rechtsstaat, Freiheit, Demokratie.

## Schriften (Auswahl)
- Zahnärztliche Radiologie. Eine Einführung für Studenten. Hanser, München 1989, ISBN 978-3-446-15675-3.
- Bakteriämien bei zahnärztlich-chirurgischen Eingriffen. Hanser, München 1989, ISBN 978-3-446-15748-4.
- Zahnärztliche Anamnese und Befunderhebung (mit Peter Frank). Hanser, München 1993, ISBN 978-3-446-16061-3.
- Erkrankungen und Veränderungen der Mundschleimhaut: Klinische und histologische Befunde (mit Markward Schneider und Mostafa Ghahremani Tehrani). In: Aktuelles Wissen Hoechst. Reihe Dental, Hoechst 1995.
- Local anesthesia in dentistry. Articaine and epinephrine for dental anesthesia (mit Benedikt Ball). 3M ESPE AG, Seefeld 2001, ISBN 978-3-00-008562-8.